# Leul-furnicilor
Leul-furnicilor face referire la reprezentanții unei grupe de 2000 de specii de insecte din familia Myrmeleontidae, ordinul Neuroptera, mai demult Planipennia. Ei constituie o familie bogată în specii și cu un areal mare de răspândire pe glob. Insectele din această familie au realizat ca larve un succes pe scara evolutivă care le-a asigurat perpetuarea speciei. O mare parte din aceste insecte, au larve care sunt răpitoare, trăiesc adaptate la un habitat nou, un teren nisipos. Larvele au un mod neobișnuit de a prinde prada, și anume prin formarea în nisip a unei pâlnii, care devine o capcană periculoasă pentru furnici. Această metodă a atras atenția cercetătorilor entomologi. Metoda larvei carnivore fiind cunoscută deja în vechime, ea fiind preluată în legendele din mitologie.

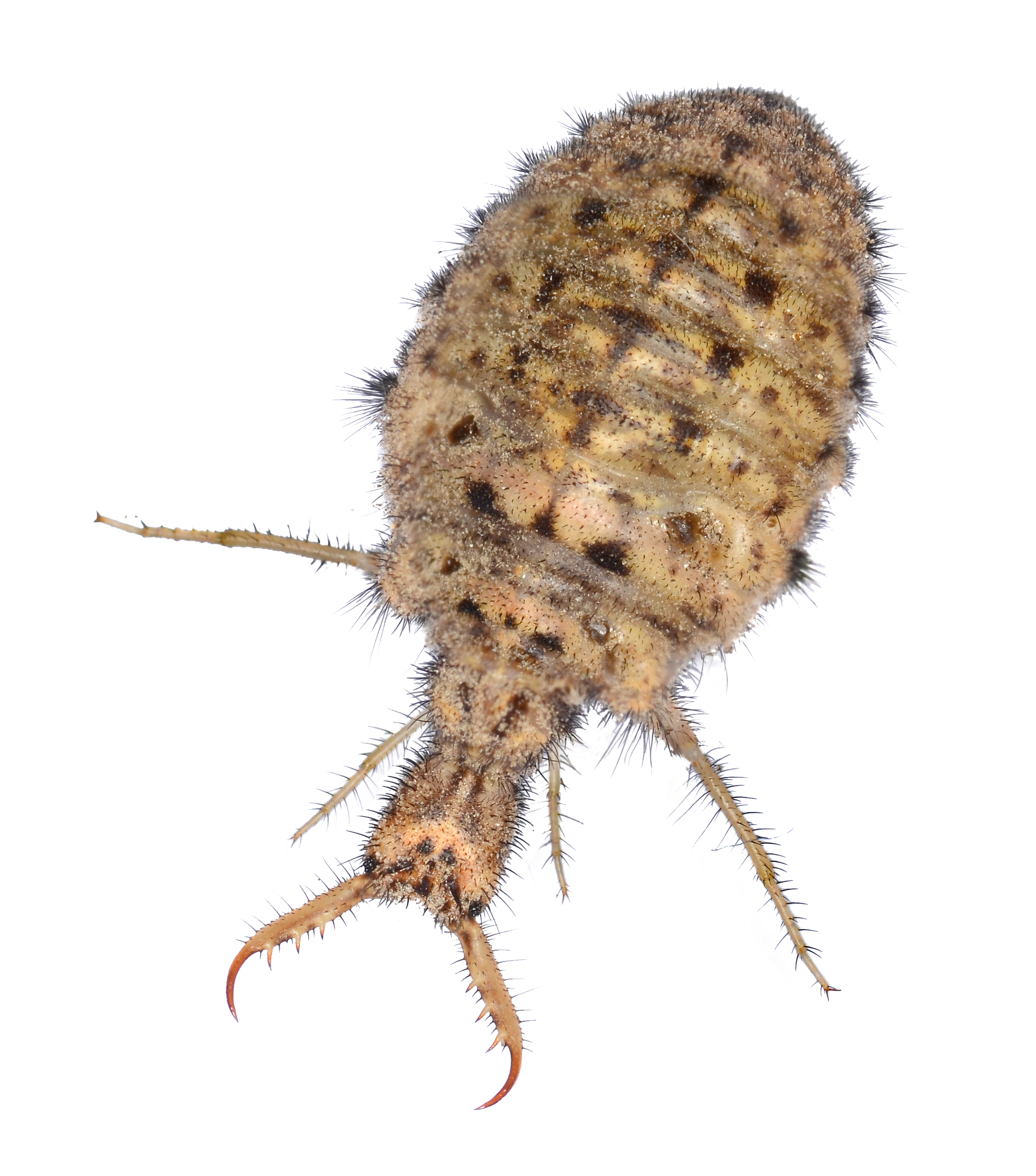
Leul furnicilor